# Principes
A Principes a Római Birodalom hadseregének része volt.
A manipulus taktika korában a legio 2. csatasorát alkották. Egy-egy legióban 600 volt belőlük, 20 századba, centuriába, illetve 12 manipulusba beosztva. Tapasztalt katonák voltak, akik a hastatik mögött, a triariik előtt helyezkedtek el.
Nehézfegyverzetűek voltak, felszerelésük két 2,1 méteres (egy könnyű és egy nehéz) hajítódárda vagy pilum, illetve rövidkard volt. Minden légionáriusnak 1,2 méteres ovális pajzsa és páncélinge volt. A principes a hastatikhoz hasonlóan voltak beosztva, 10 manipulus 120-160 fővel. A cohorsok kialakításával minden cohorsba 1 manipulus principes tartozott, a legióban összesen 10 manipulus principes volt.